# Chiesa di San Leopoldo (Dolciano)
La chiesa di San Leopoldo è un edificio religioso situato a Dolciano, nel comune di Chiusi in provincia di Siena.

## Storia e descrizione
Di proprietà privata, si trova a fianco della Villa risalente agli inizi del XVIII secolo.
L'edificio, in stile neoclassico della fine del secolo XVIII, presenta una caratteristica pianta circolare con volta a cupola. Sul prospetto principale si trova un portico costituito da sei colonne con capitello ionico, sormontato da un timpano arricchito da una cornice a dentelli.
Sotto il portico la facciata presenta il portale architravato con fascia soprastante affrescata. Al portico si accede da una breve scalinata.
Anche l'interno è affrescato; nella fascia in alto sono vari stemmi tra cui quello della famiglia Bologna che possiede il complesso dal 1861.